# Mesocyclops leuckarti
Mesocyclops leuckarti ist eine Art der Ruderfußkrebse. Sie wird auch als Teichhüpferling bezeichnet.
Die Art erreicht eine Länge von ungefähr 1,3 Millimeter und ist meistens farblos. Die erste Antenne besteht aus 17 Gliedern. Die Eisäckchen sind groß und abstehend. Ungefähr in der Mitte der Furca-Äste befinden sich „Außenrandborsten“.
Mesocyclops leuckarti tritt als Schwebeform in Weihern, Teichen und Baggerseen auf. In Seen kann diese Art ein wichtiger Plankter sein.

## Belege
- Heinz Streble, Dieter Krauter: Das Leben im Wassertropfen. Mikroflora und Mikrofauna des Süßwassers. Ein Bestimmungsbuch. Franckh-Kosmos Verlag, Stuttgart 2008, ISBN 978-3-440-11966-2.